# Neocteniza minima
Neocteniza minima là một loài nhện trong họ Idiopidae.
Loài này thuộc chi Neocteniza. Neocteniza minima được Pablo A. Goloboff miêu tả năm 1987.